# Такаєва Венера Гуйбадулівна
Венера Гуйбадулівна Такаєва (нар. 28 листопада 1931, Уфа) — російська і українська художниця, акварелістка; членкиня Спілки художників України з 1976 року. Заслужений художник України з 1997 року.

## Біографія
Народилася 28 листопада 1931 року в Уфі (тепер Башкортостан, РФ). Навчалася в художній середній школі при Академії мистецтв СРСР в Москві. У 1953 року закінчила Уфимське художнє училище (вчилася у Р. Ішбулатова). З 1956 року живе і працює в Херсоні. У шлюбі з художником Костянтином Московченком.

## Творчість
Авторка жіночих образів і квіткових натюрмортів. Серед робіт: «Херсонські дівчата», «Кореянка Ліля Тен», «Мистецтвознавець Любов Корсакова».
Твори художниці експонувались на виставках в Росії, Польщі, Канаді, Угорщині, США, Італії, Бельгії, Голландії та Франції.